# Gnathophyllum
Gnathopyllum là một chi tôm trong họ Palaemonidae.

## Các loài
Chi này được ghi nhận bao gồm các loài sau:
- Gnathophyllum americanum Guérin-Méneville, 1856
- Gnathophyllum ascensione Manning, & Chace, 1990
- Gnathophyllum circellum Manning, 1963
- Gnathophyllum elegans (Risso, 1816)
- Gnathophyllum modestum Hay, 1917
- Gnathophyllum oceanicum Ahyong, 2015
- Gnathophyllum panamense Faxon, 1893
- Gnathophyllum precipuum Titgen, 1989
- Gnathophyllum splendens Chace & Fuller, 1971
- Gnathophyllum taylori Ahyong, 2003